# 렙커 어틸러
렙커 어틸러(헝가리어: Repka Attila, 1968년 1월 10일~)는 헝가리의 레슬링 선수이다. 1992년 하계 올림픽 남자 그레코로만형 라이트급에서 금메달을 획득했으며, 세계 선수권 대회에서 은메달 1개와 동메달 1개를 획득했다. 또한 유럽 선수권 대회에서 금메달 4개를 포함하여 메달 6개를 획득했다.